# Transformare de fază
O transformare de fază este o modificare a stării unui sistem termodinamic eterogen la echilibru, prin trecerea componenților dintr-o stare de agregare sau fază în alta, dintr-o structură cristalină în alta, din starea feromagnetică în cea paramagnetică și invers, din starea conductivă în cea supraconductivă și invers, ca urmare a modificării unui parametru extern. Schimbarea stării de agregare sau a structurii cristaline sunt considerate transformări de fază de ordinul I, iar schimbarea celorlalte proprietăți sunt considerate transformări de fază de ordinul al II-lea. Timpul transformării de fază depinde de natura sistemului și de condițiile în care este pus.
Într-o transformare de fază proprietățile sistemului pot varia discontinuu (de exemplu variația volumului în cazul solidificării unui lichid) sau continuu (în cazul tranzițiilor de fază de ordinul al II-lea). Dacă două faze diferite ale unui component se află în echilibru la parametrii constanți de stare, potențialele lor termodinamice sunt egale, dar derivatele parțiale ale entalpiei libere prezintă salturi la transformarea de fază, însoțite de variația bruscă a volumului specific și entropiei.
Transformările de fază de ordinul II se caracterizează prin saltul (trecerea bruscă) unor proprietăți fizice la punctul de tranziție. Trecerea de la o stare de ordine la dezordine este bruscă la transformările de fază de ordinul I, în timp ce la transformările de fază de ordinul II are loc o trecere gradată între aceste stări. Dezordinea crește cu temperatura și devine completă la temperatura de tranziție.